# Larissa Ramos
Larissa Ribeiro Ramos (Manaus, 4 febbraio 1989) è una modella brasiliana, vincitrice del concorso Miss Terra 2009.

## Carriera
Studentessa di biologia presso l'Università federale di Amazonas, Larissa Ramos è stata incoronata Miss Terra il 22 novembre 2009, diventando la seconda rappresentante del Brasile a vincere il titolo, spuntandola contro altre settantanove concorrenti. La sua vittoria è stata salutata con grande onore dal governo brasiliano, rappresentato dal ministro della cultura Robério Braga.
Durante l'anno di regno, Miss Terra ha partecipato a numerosi eventi internazionali, fungendo da madrina per il Carnevale di Rio, e comparendo in vari concorsi come Miss Guam, Miss Filippine e Miss Vietnam. Inoltre, in quanto Miss Terra, è stata portavoce per diverse opere di sensibilizzazione ecologica, viaggiando in Europa, Vietnam e Guam, per eventi organizzati da enti importanti come Discovery Channel o l'UNESCO.